# 飯豐町
飯豐町（日语：／ Iide machi */?）是位於日本山形縣西南部的町，隸屬於西置賜郡。轄區地處置賜盆地的中央，置賜白川流經城鎮中心旁並往東北流，當地人口則主要集中在萩生與椿等地區。由於連接宮城縣仙台市與新潟縣新潟市的國道113號通過境內，使飯豐町成為重要的交通要地。

## 地理
飯豐町境內約84%的面積被森林覆蓋。北邊坐落著朝日岳以及相連的宇津峠山地和白玉丘陵，南部地區的大日岳、飯豐本山、種蒔山、三國岳等飯豐連峰的山巒則向東延伸至吾妻山的山岳。流經境內的置賜白川在下游地區形成沖積扇，並在長井市的河井地區注入最上川。而置賜白川左岸的沖積扇北側則是轄區内丘陵地帶與平原的邊界。

### 氣候
根據統計，1991年至2020年飯豐町的年均溫約為10.3℃，年均降雨量則為2060.4毫米。若轄區附近的氣壓為西高東低，強勁的西北季風便會在平原地區引起暴風雪。平原地區的降雪量可達2至3公尺，山區的降雪量則能超過4公尺，因此飯豐町的山區被指定為特別豪雪地帶。

## 歷史
江戶時代，飯豐在內的置賜地區隸屬於米澤藩。境內位於置賜白川左岸的椿和萩生等村莊因缺乏與其他地區連結的橋樑，因此在交流上與長井町（現長井市）的關係較為密切。
明治22年（1889年）日本實施町村制，並在境內設置豐原村、豐川村、添川村與中津川村。昭和29年（1954年）豐原村、豐川村、添川村合併成飯豐村。昭和33年（1958年）中津川村與飯豐村合併成現今的飯豐町。

## 行政
現任町長後藤幸平於2020年10月第三次當選，其任期將持續至2024年11月。

## 經濟
根據日本2020年的國勢調查統計顯示，飯豐町的就業人口中有17%從事第一級產業，34%的就業人口從事第二級產業，其餘的49%則從事第三級產業。當地的第一級產業以農業為主，並生產稻米、米澤牛和蘆筍等農產品。

## 教育
飯豐町内共有5所小學校與2所中學校。而根據統計，2023年當地的小學校學生人數為309人，中學校的學生人數則為154人。

## 交通
國道113號與JR東日本的米坂線以東西走向穿越轄區，其中米坂線在境內設置萩生站、羽前椿站和手之子站。